# 니콘 Z6
니콘 Z6은 니콘의 미러리스 렌즈 교환식 카메라이다. 이 카메라는 2018년 8월 23일에 공식적으로 발표되어, 같은 해 11월 16일부터 판매가 시작되었다. 2018년 9월 출시된 니콘 Z7에 이어, 니콘의 새로운 Z 마운트 시스템을 사용하는 두 번째 카메라이다.
약 2450만 개의 픽셀 수를 제외하면, Z6의 기본 사양은 Z7과 거의 동일하다. 대표적인 차이점으로는 Z7에 비해 위상차 AF 포인트들의 개수가 더 적으며, 무아레가 생기는 것을 방지하기 위해 센서 전면에 로우패스 필터가 포함되어 있다. 화소 수가 적기 때문에 고감도 촬영시 노이즈가 더 적고, 더 높은 최대 연사 속도(12 bit 촬영 시 최대 12 fps) 및 더 많은 최대 지속 연사 매수를 지원하며, 오버샘플링 4K 비디오를 화각 손실 없이 녹화 가능한 등의 장점들이 있다.
2019년 9월까지 총 7종의 Z 마운트 렌즈 Nikkor Z 24–70 mm f/4 S, Nikkor Z 35 mm f/1.8 S, Nikkor Z 50 mm f/1.8 S, Nikkor Z 24–70 mm f/2.8 S, Nikkor Z 14–30 mm f/4 S, Nikkor Z 85 mm f/1.8 S 및 Nikkor Z 24 mm f/1.8 S가 발표되었다. Z 마운트 렌즈 이외에도, FTZ 마운트 어댑터 액세서리를 장착하여 니콘의 F 마운트 렌즈들을 사용 가능하다.

## 포토 갤러리

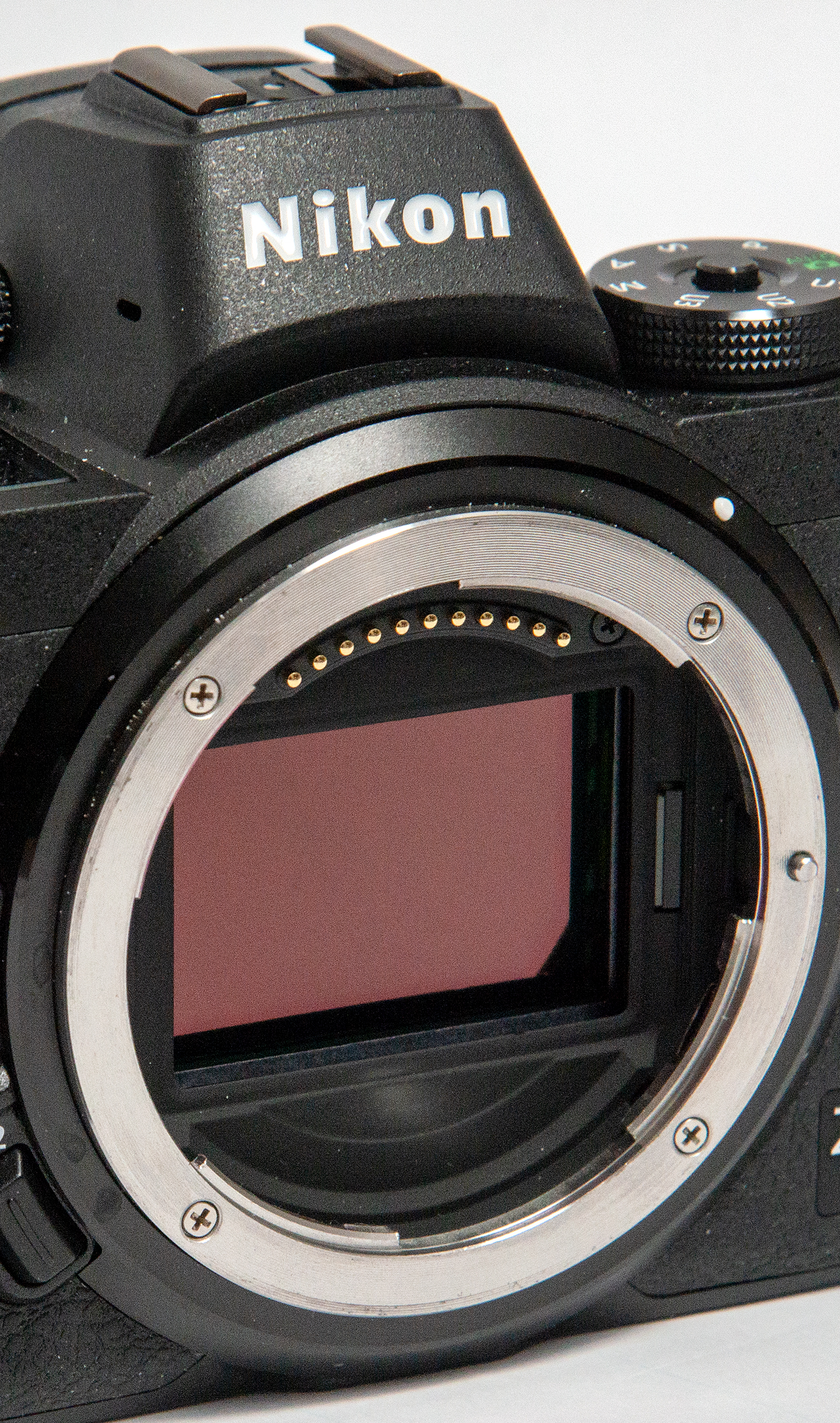
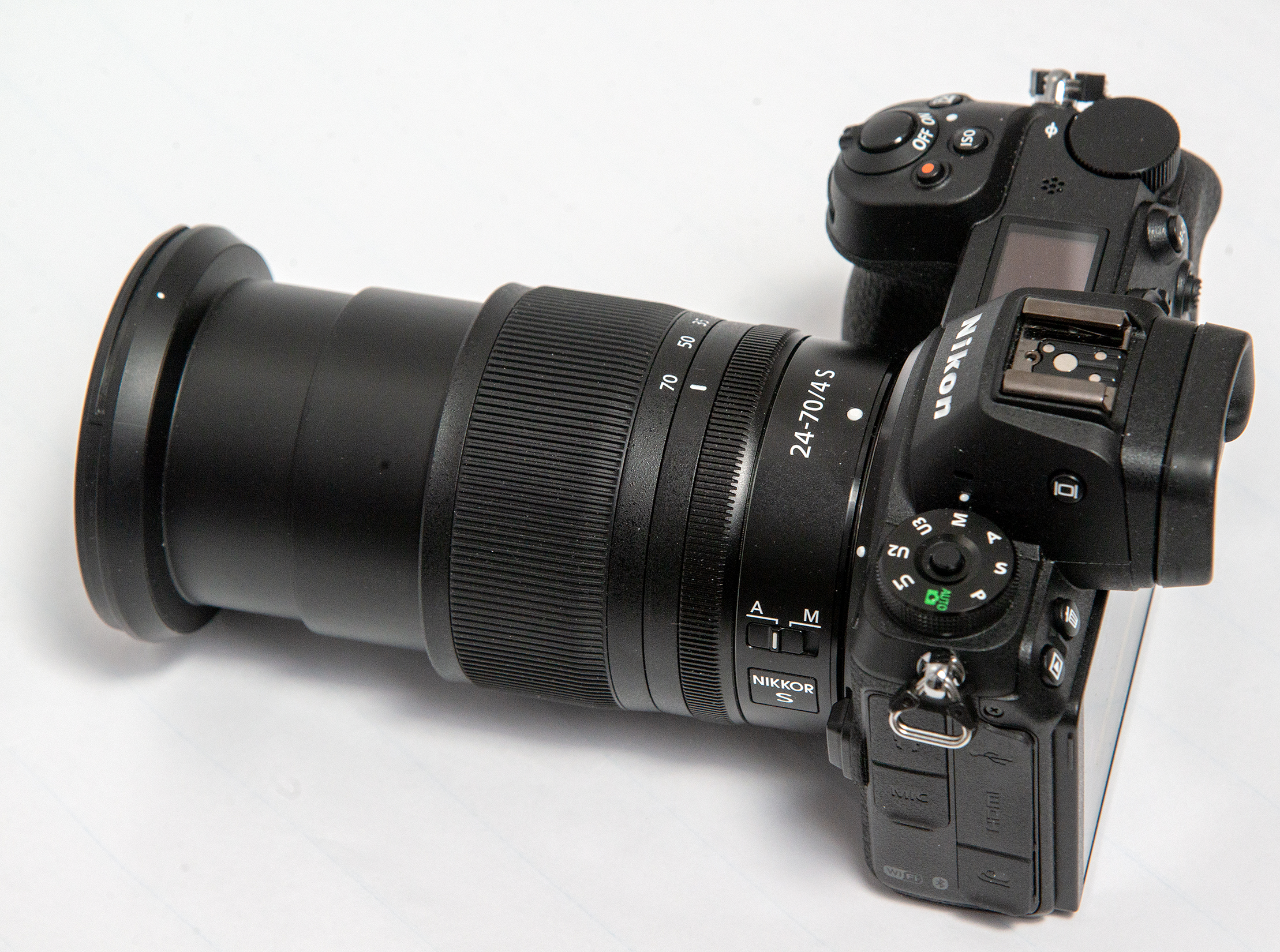
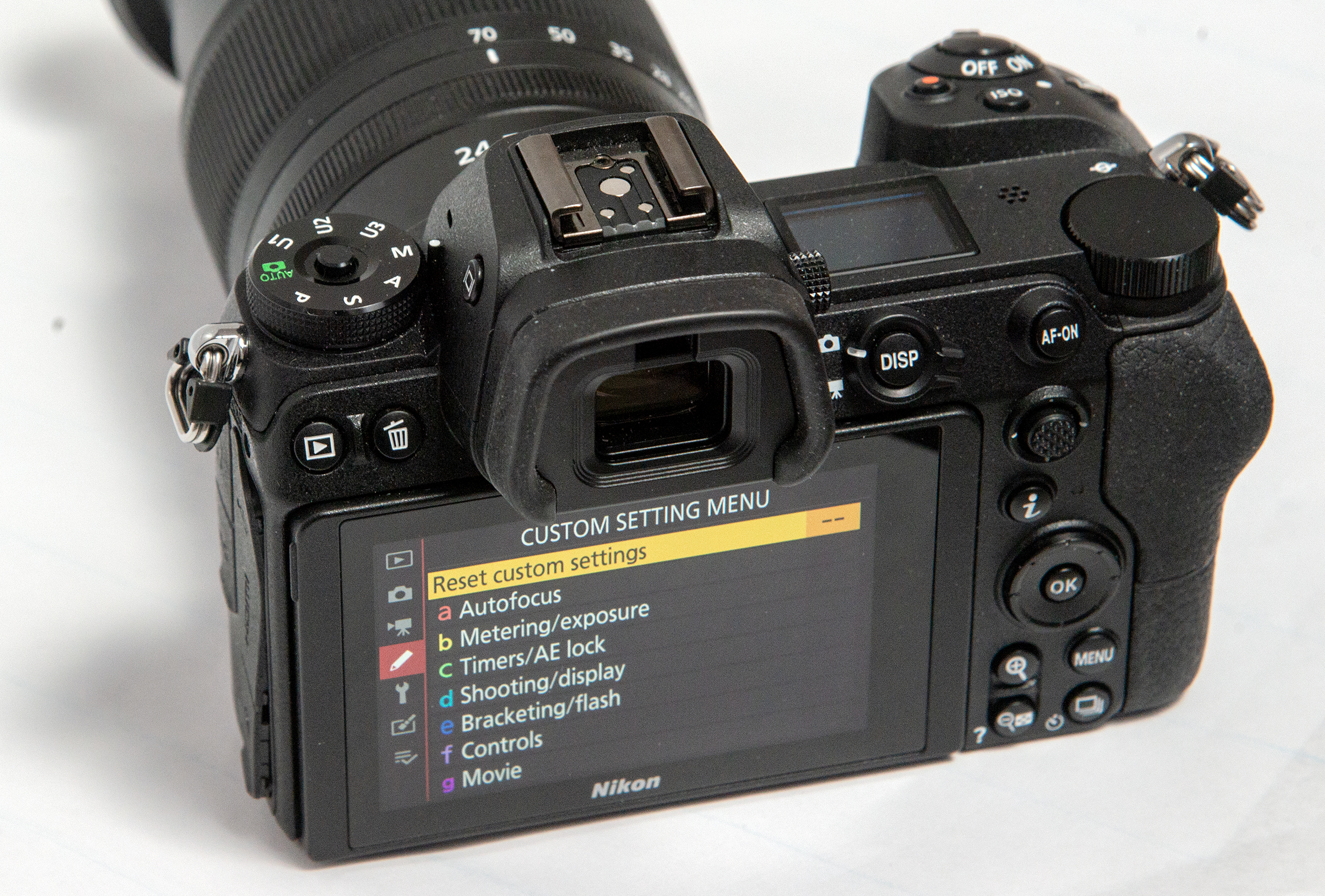
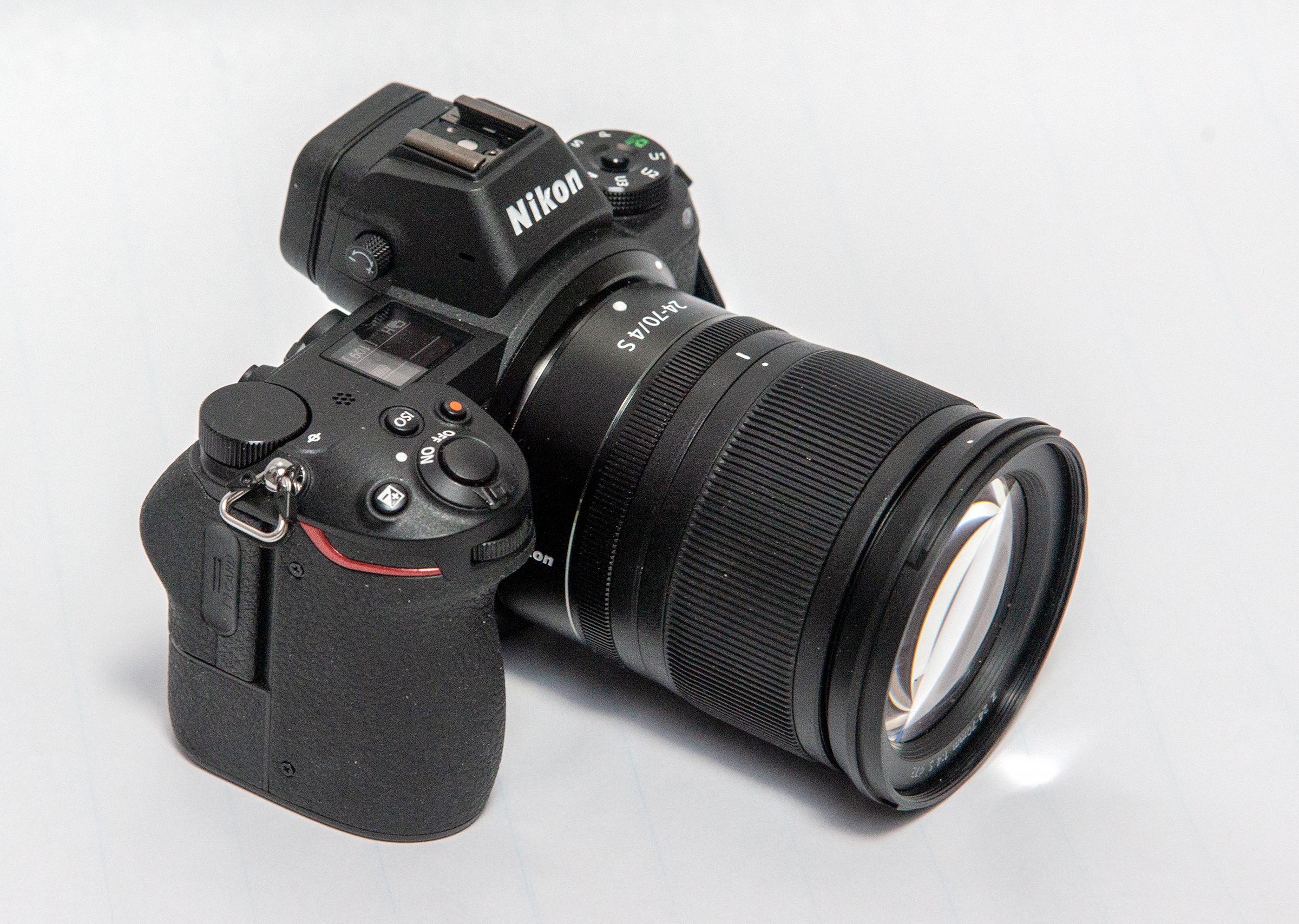
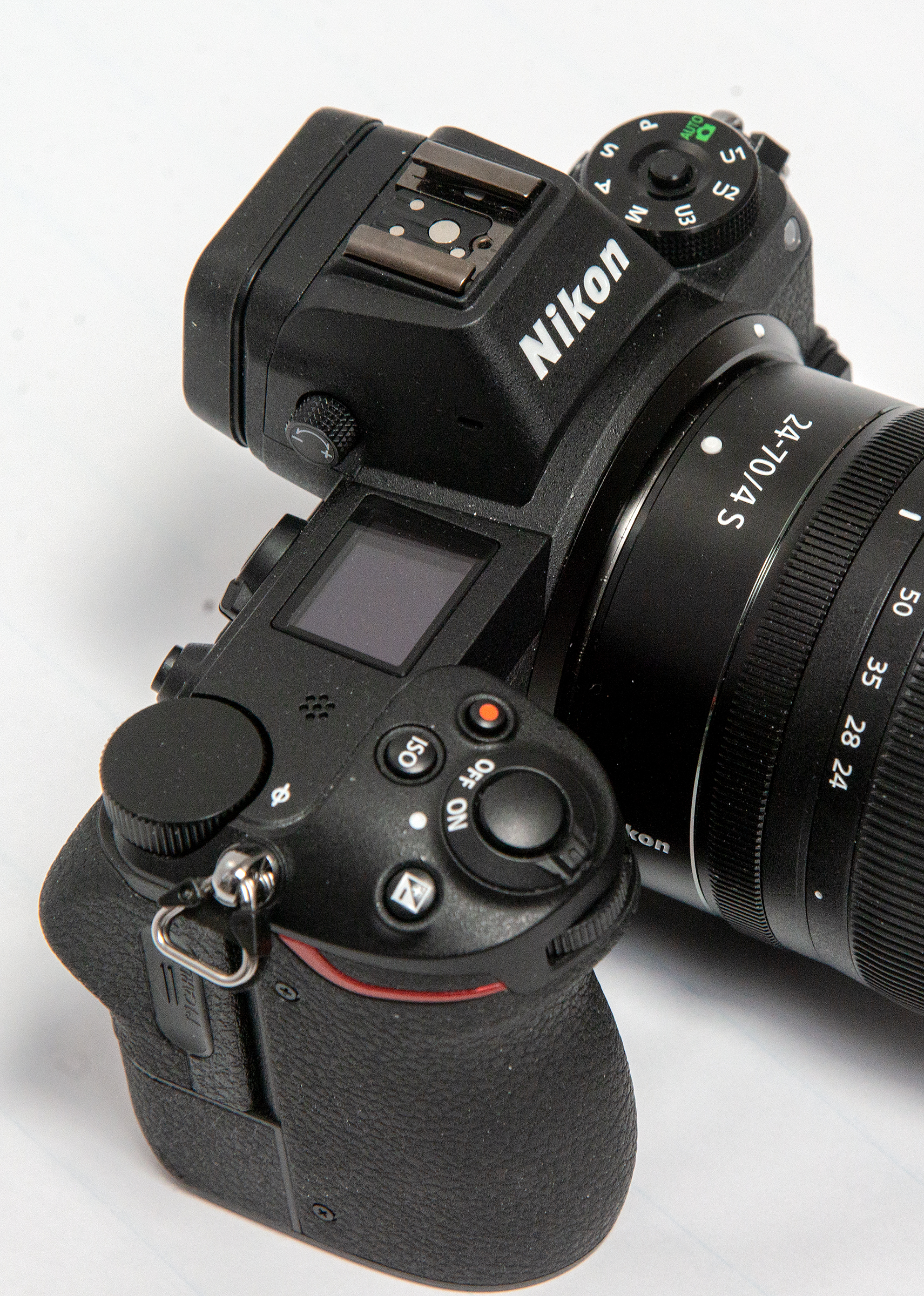

## 같이 보기
- 니콘 Z7